# Хорнсруд, Кристофер
Кристофер Андерсен Хорнсруд (норв. Christopher Andersen Hornsrud; 15 ноября 1859, Эвре-Эйкер, Бускеруд, Норвегия, Швеция — 12 декабря 1960, Осло, Норвегия) — норвежский политик. Член социал-демократической Норвежской рабочей партии.

## Карьера
Начинал как деятель Либеральной партии, но с 1890-х определял себя как социалиста. С 1903 по 1906 год был лидером Норвежской рабочей партии. В 1912 был впервые избран депутатом Стортинга.
После победы НРП на парламентских выборах 1927 года с 28 января по 15 февраля 1928 года был 43-м премьер-министром Норвегии со времени введения этой должности в истории страны и 13-м премьер-министром со времен независимости Норвегии 1905 года, возглавляя «первое социалистическое правительство страны». Христофер Хорнсурд стал также одним из тех политиков, кто меньше всего пробыл у власти страны в качестве премьера, или взаимозаменяемой должности в истории Норвегии всего 18 дней. Однако в истории Норвегии были случаи, когда эта должность занималась и меньше. Большая часть таких случаев пришлась на времена вице-королей XIX века и во время оккупации Норвегии в годы Второй мировой войны.
Одновременно с постом премьер-министра занимал должность министра финансов. Однако поскольку правительство Хорнсруда опиралось на слабую парламентскую поддержку, оно вскоре отправилось в отставку. После неё он был заместителем председателя Стортинга до 1934 года.
Несмотря на короткий срок пребывания в должности премьер-министра Кристофер Хорнсурд, стал самым долгоживущим не только премьером Норвегии, но и самым долгоживущим политиком за всю историю страны. Очень долгое время он был самый долгоживущий политик в мире. Только в 1984 году его в этой номинации сменил турецкий политик Махмуд Джеляль Баяр. Умер бывший премьер-министр через 32 года после отставки в возрасте 101 года.

## Факты
- Кристофер Хорнсруд являлся старейшим из всех известных руководителей Норвегии.
- Входит в число двадцати ранее действующих руководителей глав государств и правительств мира проживших более ста лет.